# Jack Cork
Jack Frank Porteous Cork (Carshalton, 25 juni 1989) is een Engels voetballer die doorgaans als centrale middenvelder speelt. Hij tekende in juli 2017 een contract tot medio 2021 bij Burnley, dat hem overnam van Swansea City. Cork debuteerde in 2017 in het Engels voetbalelftal.

## Clubcarrière
Cork werd op zijn negende opgenomen in de jeugdopleiding van Chelsea. Dat verhuurde hem tussen 2006 en 2011 aan achtereenvolgens Bournemouth, Scunthorpe United, Southampton, Watford, Coventry City en Burnley.
Cork tekende op 7 juli 2011 tekende een vierjarig contract bij Southampton, dat een kleine miljoen euro betaalde voor de middenvelder. In zijn eerste seizoen speelde hij 46 competitiewedstrijden voor de club, waarmee hij dat jaar promoveerde naar de Premier League. In zijn eerste jaar op het hoogste niveau kwam hij tot 28 competitieoptredens. Cork speelde op 13 september 2014 zijn 104de competitiewedstrijd voor Southampton en scoorde daarin zijn eerste competitiegoal voor de club, tegen Newcastle United (4-0 winst). Dit nadat hij op 26 augustus van datzelfde jaar zijn allereerste officiële doelpunt maakte voor Southampton, in de League Cup tegen Millwall (0-2 winst).
Na 3,5 seizoen en meer dan honderd competitiewedstrijden voor Southampton tekende Cork in januari 2015 een contract voor 3,5 jaar bij Swansea City. Dat speelde op dat moment net als Southampton in de Premier League.

## Interlandcarrière
Cork nam met het Brits olympisch voetbalelftal onder leiding van bondscoach Stuart Pearce deel aan de Olympische Spelen van 2012 in Londen.
Cork maakte op 10 november 2017 zijn debuut in het Engels voetbalelftal, in een oefeninterland tegen Duitsland. Die dag debuteerden ook Jordan Pickford, Ruben Loftus-Cheek, Tammy Abraham en Joe Gomez.